# Roman Wilhelmi
Roman Zdzisław Wilhelmi (ur. 6 czerwca 1936 w Poznaniu, zm. 3 listopada 1991 w Warszawie) – polski aktor teatralny i filmowy. Jeden z najwybitniejszych polskich aktorów w historii.

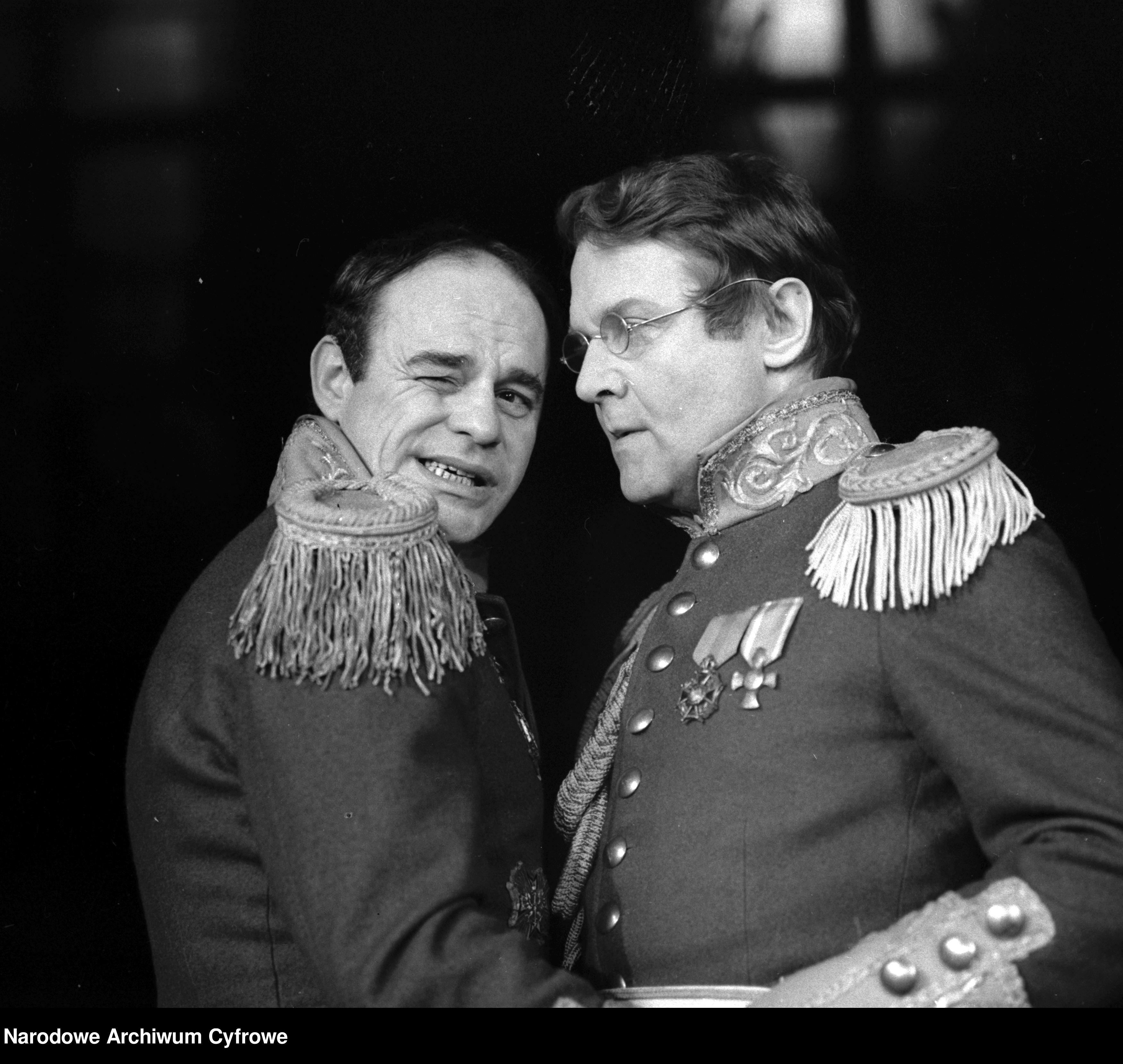
Roman Wilhelmi i Leonard Pietraszak. Warszawa. Teatr Ateneum - sztuka „Tryptyk listopadowy” (1978)

## Życiorys

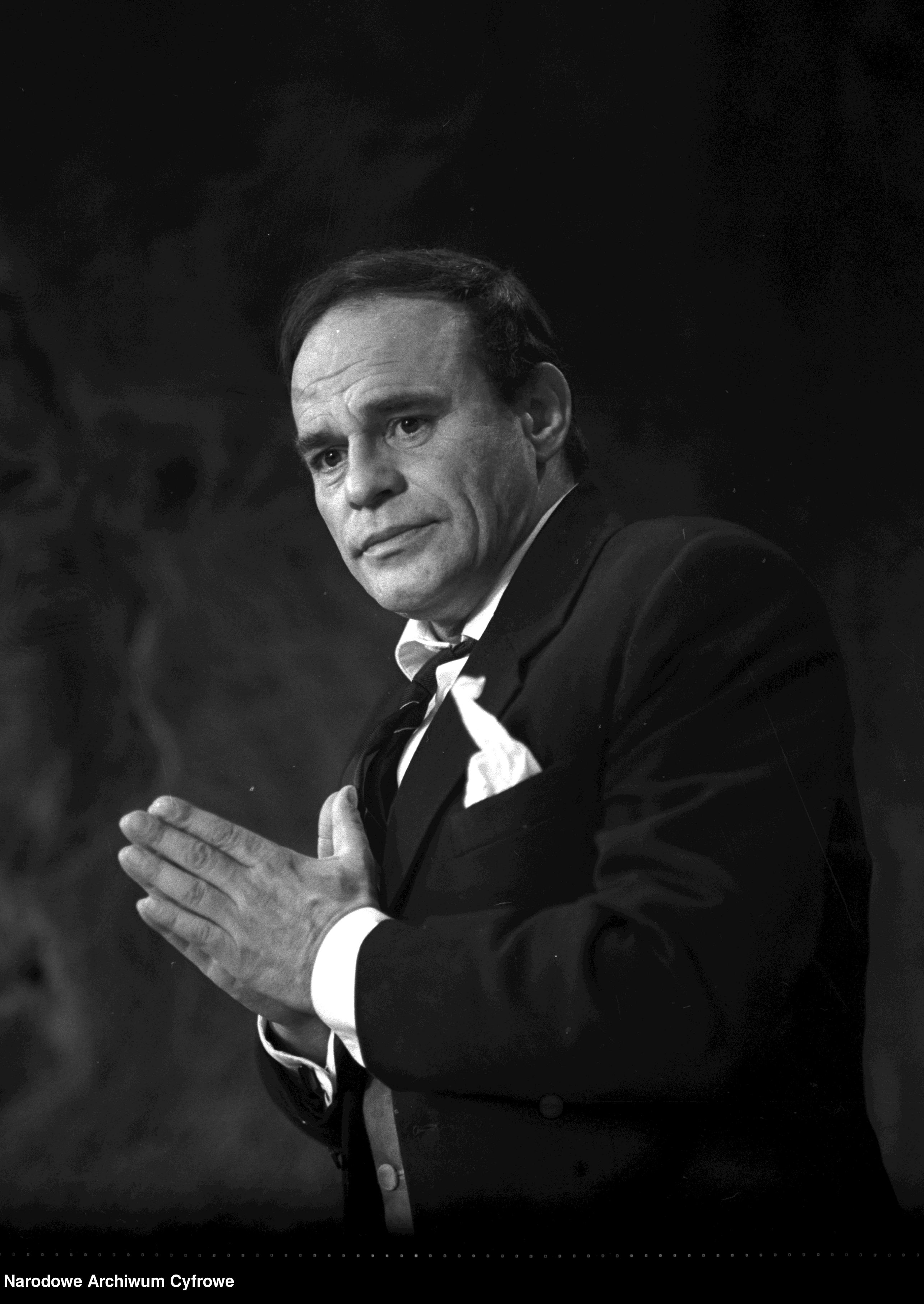
Roman Wilhelmi (1980)

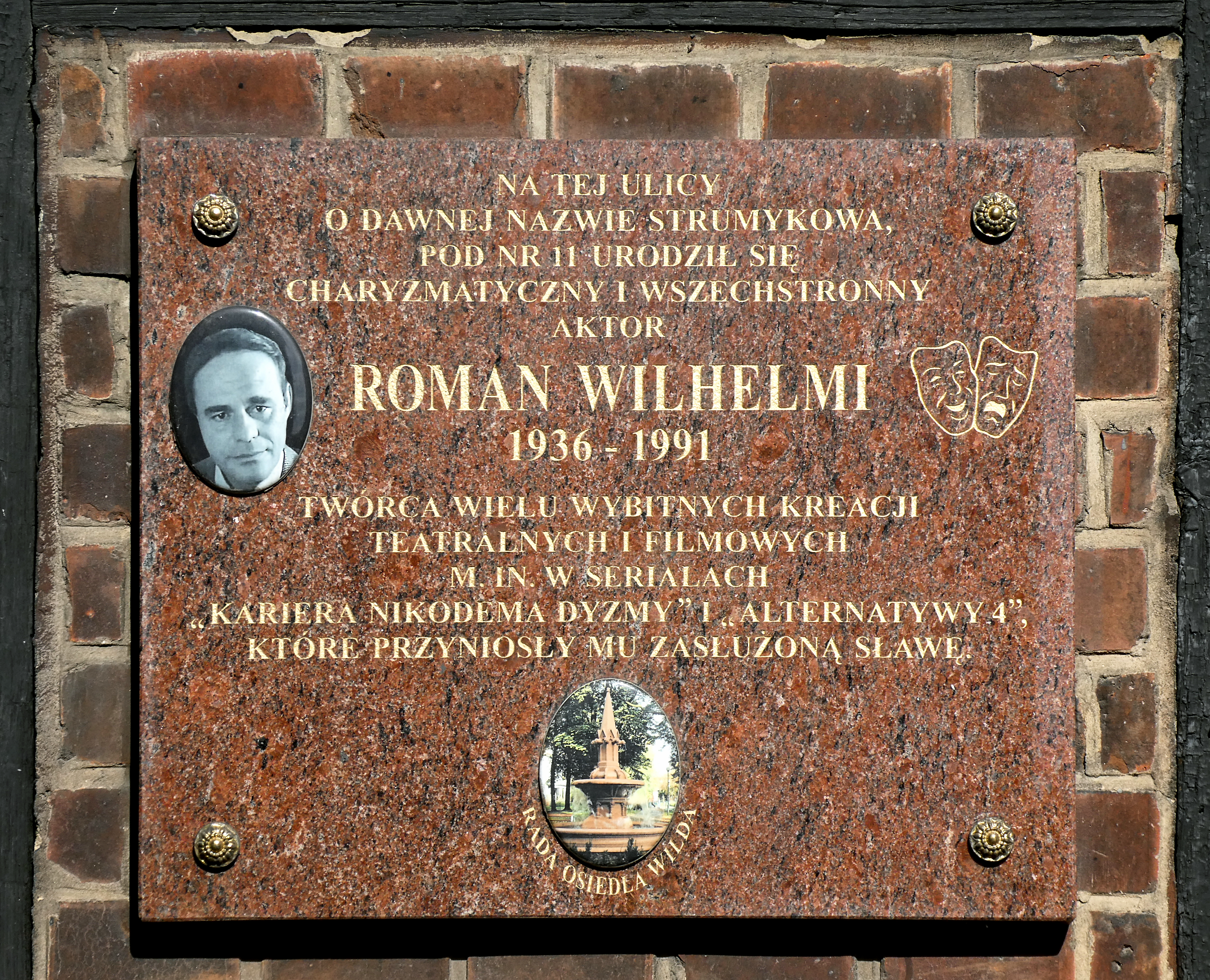
Tablica upamiętniająca miejsce urodzin Wilhelmiego w Poznaniu Wildzie

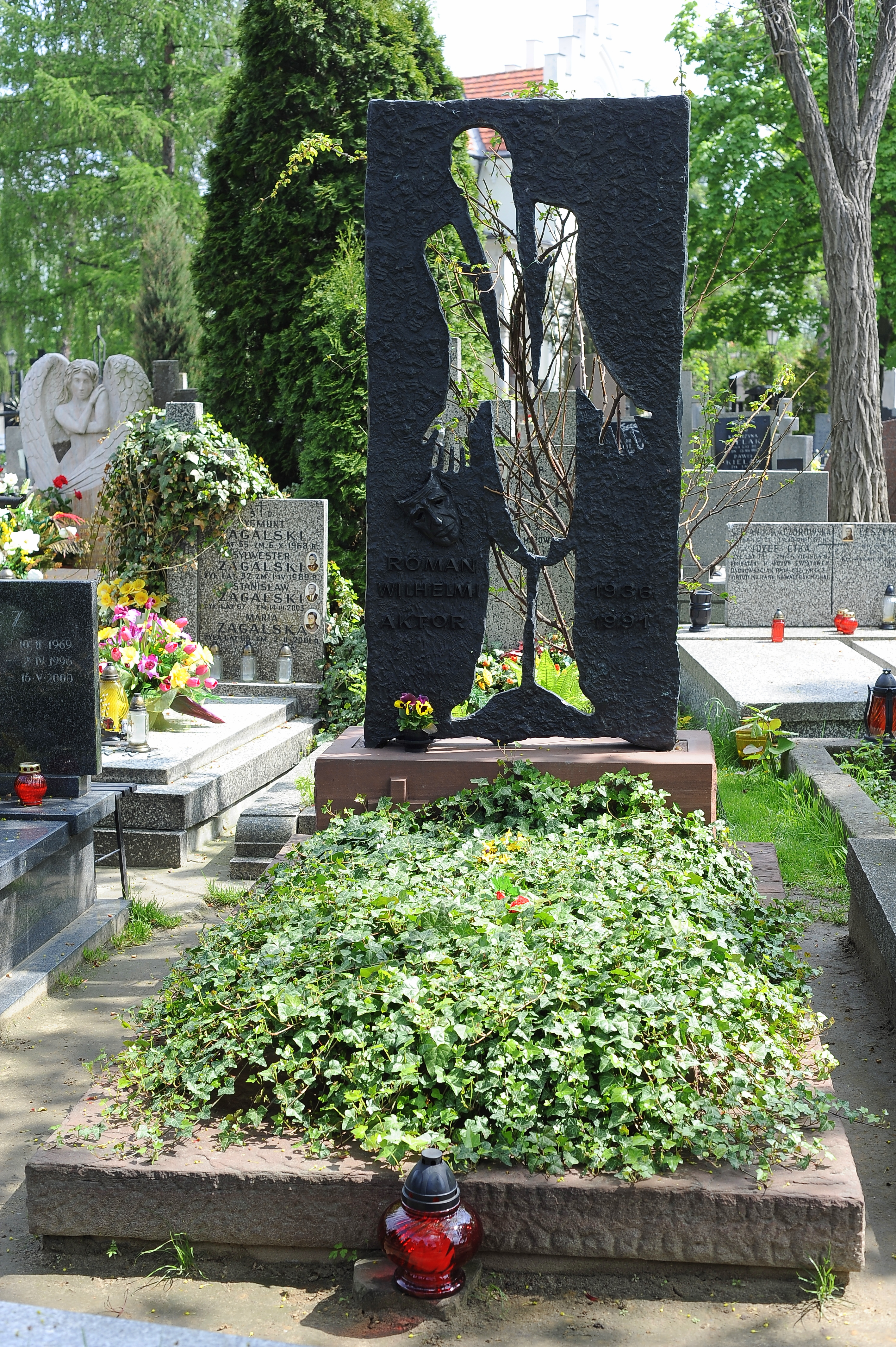
Grób Romana Wilhelmiego na cmentarzu w Wilanowie

Urodził się 6 czerwca 1936 roku jako najstarszy syn Zdzisława i Stefanii Wilhelmich. Miał dwóch młodszych braci, Eugeniusza i Adama. W dzieciństwie został przeniesiony przez rodziców za niesforne zachowanie do szkoły powszechnej z internatem Kolegium Kujawskiego księży salezjanów w Aleksandrowie Kujawskim.  Właśnie tam wystąpił w swojej pierwszej sztuce i odkrył zamiłowanie do aktorstwa. Po kilku latach wrócił do Poznania, gdzie ukończył liceum oraz średnią szkołę teatralną (szkołę instruktorów ruchu amatorskiego). Będąc piętnastolatkiem, wygrał konkurs recytatorski organizowany przez poznańskie radio.
Przed egzaminami na studia złamał rękę w łokciu, przez co nie mógł później jej w pełni wyprostować. Wydarzenie to poskutkowało koniecznością ukrywania tej niedoskonałości i poprzez to dobrym opanowaniem gestu. Studiował w PWST w Warszawie, którą ukończył w roku 1958. Na trzecim roku studiów występował już w Teatrze Polskim w roli pazia w sztuce Skowronek Jeana Anouilha. Zaraz po studiach ożenił się i zaczął grać w Teatrze Ateneum, którym kierował Aleksander Bardini. Zamieszkał wówczas, z braku innych możliwości, w pracowni krawieckiej tego teatru. U Bardiniego Wilhelmi wcześniej grał z powodzeniem Stanleya Kowalskiego w Tramwaju zwanym pożądaniem. Była to jedna z ról, którą odgrywał w ramach warsztatów dyplomowych. Jego żona, Danuta, wprowadziła się do niego dopiero po dwóch latach (zamieszkiwali w maszynowni teatru).
Przez pierwsze lata kariery otrzymywał jedynie niewielkie role. Pierwszą znacząca rolą w teatrze było zagranie Murzyna – Wioski w sztuce Murzyni według Jeana Geneta. Pierwszą główną rolę w filmie odegrał w filmie Wiano w 1963 roku. Sam nie był zadowolony z odegrania tej roli, ponieważ była zbyt teatralna, niepasująca do realiów wsi. Później występował w licznych pierwszoplanowych rolach filmowych (Czterej pancerni i pies, Zaklęte rewiry, Kariera Nikodema Dyzmy), często charyzmatycznych.
W serialu Czterej pancerni i pies kręconym w drugiej połowie lat 60. zagrał tylko w pierwszych ośmiu odcinkach, gdyż zgodnie ze scenariuszem jego postać zginęła. Ze względu na popularność serialu twórcy zamierzali wskrzesić odgrywaną postać Olgierda Jarosza, jednak Wilhelmi odmówił, ponieważ w tym czasie otrzymał atrakcyjną propozycję w NRD. Popularność serialu zarówno dla niego, jak i dla pozostałych aktorów grających pierwszoplanowe role, nie przełożyła się na szybką karierę aktorską. Byli jednak prezentowani swoim fanom w różnych częściach Polski, co wiązało się z częstymi libacjami alkoholowymi. Na przełomie lat 60. i 70. nie dostawał w filmie żadnych ról poza serialami młodzieżowymi i dwiema niewielkimi rolami w filmach Stanisława Różewicza. Było to wynikiem założenia, że aktor grający popularną postać w Czterech pancernych nie mógł być kojarzony z negatywnymi bohaterami. W tym czasie za to rozwijała się jego kariera teatralna. W roku 1967 zagrał znaczące role w sztukach: Zmierzch, Męczeństwo i śmierć Jean Paul Marata... oraz Niemcy, a w kolejnych latach były to role w Dozorcy, Sonacie Belzebuba oraz rola Peera Gynta, która okazała się przełomowa dla jego kariery na scenie.
Grane przez niego postacie były charakterystyczne, co w dużej mierze należy przypisywać jego osobowości. Prezentował aktorstwo w różnych gatunkach filmowych od debiutanckiego kina historycznego, przez dramat (Bez znieczulenia, 1979), akcję (Prywatne śledztwo), po komedię (Kariera Nikodema Dyzmy, Alternatywy 4).
Zmarł na raka wątroby. Został pochowany na cmentarzu wilanowskim w Warszawie.

## Życie prywatne
Pierwszy związek małżeński zawarł w 1958 roku z Danutą, późniejszą dziennikarką. Drugie małżeństwo zawarł z Mariką Kollar – węgierską tłumaczką, z tego związku pochodzi syn Rafał (ur. 1970). Po rozwodzie w 1976 roku trudna sytuacja Mariki zmusiła ją do emigracji z synem do Austrii.

## Filmografia

### Filmy
- 1955: Uwaga, chuligani! – robotnik Janek; wystąpił w fabularnej części filmu
- 1957: Eroica – powstaniec
- 1958: Orzeł – marynarz na „Orle”
- 1960: Krzyżacy – kniaź Jamont
- 1961: Dziś w nocy umrze miasto – Francuz Pierre
- 1962: Wielka, większa i największa – mieszkaniec planety układu Vega
- 1963: Wiano – Staszek Stosina
- 1967: Westerplatte – mat Franciszek Bartoszak
- 1967: Mąż pod łóżkiem z cyklu pt. Komedie pomyłek – młodzieniec spod łóżka
- 1969: Paragon gola – Roman Wawrzysiak, brat „Królewicza”
- 1970: Ponieważ cię kocham – doktor Gerd Thiessen
- 1971: Mateo Falcone – Gianetto Sanpierro (głos)
- 1971: Dekameron 40 czyli cudowne przytrafienie pewnego nieboszczyka – Ruggiero (głos)
- 1973: Nagrody i odznaczenia – kapitan „Szpak”, dowódca leśnego oddziału NSZ
- 1975: Zaklęte rewiry – Robert Fornalski
- 1975: Dzieje grzechu – bandyta Antoni Pochroń, wspólnik Płazy-Spławskiego
- 1976: Mistrz zawsze traci z cyklu pt. Parada oszustów – Brassieur, mieszkaniec Labriet
- 1977: Sprawa Gorgonowej – inżynier Henryk Zaremba, ojciec Lusi
- 1977: Sam na sam – ginekolog Bogdan, przyjaciel Witka
- 1977: Tajny detektyw z cyklu pt. Parada oszustów – złodziej Władysław Trzpil
- 1977: Jaguar 1936 z cyklu pt. Parada oszustów – recepcjonista
- 1978: Pieśni miłości i nienawiści – Leonard Cohen
- 1978: Bez znieczulenia – Broński
- 1979: Aria dla atlety – Bolcio Rogalski
- 1980: Mniejsze niebo – Artur Gutner
- 1980: Ćma – dziennikarz Jan
- 1981: Zapach psiej sierści – Paweł
- 1981: Wojna światów – następne stulecie – Iron Idem
- 1981: Okolice spokojnego morza – kapitan Roman Markowski
- 1982: Odwet – inżynier Świdrycki
- 1983: Widziadło – Piotr Strumiński
- 1983: Pobyt – Ohnehals, strażnik na oddziale niemieckim
- 1983: Straszydła – Belzebub (głos)
- 1985: Pan W. – Pan W.
- 1985: Jesienią o szczęściu – Jan Grabowski, reżyser filmowy
- 1986: Rykowisko – Wiktor Szałaj
- 1986: Prywatne śledztwo – Rafał Skonecki
- 1987: Zad wielkiego wieloryba – fryzjer
- 1987: Klątwa Doliny Węży – Bernard Traven
- 1988: Głupia mądrość – Jean-Jacques Rousseau
- 1989: Złoty wiek Transylwanii – Dénes Bánfi
- 1990: Błękitna nuta – Wojciech Grzymała

### Seriale
- 1966: Czterej pancerni i pies – Olgierd Jarosz (odc. 1–6)
- 1969: Do przerwy 0:1 – Roman Wawrzysiak, brat „Królewicza”
- 1970: Wakacje z duchami – Grzegorz Otowicz, naukowiec z Uniwersytetu Warszawskiego (odc. 4, zdubbingowany przez Bogusława Sochnackiego)
- 1973: Stawiam na Tolka Banana – Wacek, właściciel volkswagena
- 1974: S.O.S. – Andrzej Szmidt, mąż Ewy (odc. 1 i 6)
- 1974: Ile jest życia – dziennikarz Marek Godzwon, kochanek Anny (odc. 5)
- 1976: Zaklęty dwór – starościc Mikołaj Żwirski, maziarz Czaczała
- 1977: Lalka – Kazimierz Starski
- 1978: Zielona miłość – Błażej Morawiecki, ojciec „Sarny”, sekretarz wojewódzki PZPR
- 1979: Niewidzialna kamera – Chabert (odc. 15–16)
- 1980: Kariera Nikodema Dyzmy – Nikodem Dyzma
- 1983: Alternatywy 4 – Stanisław Anioł
- 1985: Goreszczi podąża – komisarz Muller

### Etiudy filmowe
- 1964: Prawo w naszych rękach

### Teatr Telewizji
- 1956: Skowronek – Brat
- 1959: Księga apokryfów
- 1960: Mario i czarodziej
- 1962: Pierwsza koniugacja – Boruta
- 1962: Cicha noc – Barney
- 1963: Dzieje jednego pocisku – żołnierz
- 1964: Irkucka historia – Chór
- 1964: Don Juan czyli Kamienny gość
- 1964: Arszenik i stare koronki – Jonatan
- 1965: Skąpiec
- 1965: Powrót
- 1967: Układy. Rzecz z roku 1860 – Rene
- 1967: Ostatnie rozmowy – podporucznik Breywoy
- 1967: Klub kłamców – John
- 1968: Wieczór poza domem
- 1968: Szewska pasja Filipa Hotza – Wilfrid
- 1968: Przeszło nie minęło – Gaspar
- 1968: Ballady i romanse
- 1969: Znaki wolności – Capignac
- 1969: W małym domku – Jurkiewicz
- 1969: Oddaj buty – Jawor
- 1969: Igraszki z diabłem
- 1970: Wakacje kata – Nurek
- 1970: Czarująca szewcowa – don Drozdilio
- 1971: Tren – Borys
- 1971: Kurka wodna – drań
- 1971: Czwarty manekin – zaopatrzeniowiec Kasprzyk
- 1971: Czekając na Godota – Pozzo
- 1972: Umarły zbiera oklaski – Darcy
- 1972: Jak błyskawica – Mark Paxton
- 1972: Idź z nami w tamte dni – sierżant Wania
- 1973: Zamek w Szwecji – Sebastian
- 1973: Wspólniczka – morderca
- 1973: To niemożliwe kochanie – Chuck Dawson
- 1973: Pomarańcze – Antoni Venaco
- 1973: Pomarańcze – Jimmy
- 1973: Kto winien? – prokurator
- 1973: Bunkier – Hermann Fegelein
- 1974: Żona z orchideami – inspektor Gray
- 1974: Wieczór teatralny
- 1974: Sława i chwała – Walery Royski
- 1975: Żywa maska – Belcaredi
- 1975: Henryk IV – Henryk Percy, zwany Hotspur
- 1976: Upiór w kuchni – Mike Speely
- 1976: Rozbitki – Strasz
- 1976: Po upadku – mężczyzna w parku
- 1976: Osaczony – Buddy Suraci
- 1976: Dzika kaczka – Hjalmar
- 1976: Dwie rundy – Paweł
- 1977: Przecież ty nie żyjesz – George
- 1977: Lęki poranne – Alf
- 1978: Osobne stoliki – Maleck
- 1978: Most – prokurator Razmadze
- 1978: Historia z naszych dni – Sandor
- 1979: Czarownice z Salem – John Proctor
- 1979: Archipelag Lenoir – Ferdynand Boresku
- 1980: Ziemia tragiczna – Spence Douthit
- 1980: Proces – Józef K.
- 1980: Panna Julia – Jean-służący
- 1980: Bella – Ryan
- 1981: Kat czeka niecierpliwie – Slim
- 1985: Szewcy – prokurator Scurvy
- 1986: Paskudna historia – Iwan Ilicz
- 1986: Notatki z podziemia – Iwan Ilicz
- 1988: Kłopot z Jubilatem – profesor Własow
- 1990: Sammy – Sammy
- 1990: Niezłomny z Nazaretu – Herod Antypas
- 1990: Na pełnym morzu – Gruby
- 1990: Kolacja na cztery ręce – Georg Friedrich Händel
- 1990: Gorący wiatr – Filip Marlowe
- 1990: Dwoje na huśtawce – Jerry
- 1991: Król umiera, czyli ceremonie – król

### Polski dubbing

#### Filmy
- 1961: Alicja w Krainie Czarów – pan Gąsienica[20]
- 1962: Proces Oscara Wilde’a – Lord Douglas[21]
- 1963: Rozbójnik – Michele[22]
- 1964: Towarzysz regent – Pantůček[23]
- 1965: Pierwszy krzyk – Sławek[24]
- 1965: Człowiek, który wątpi – Lowa[24]
- 1965: Taki jest Bałujew – Marczenko[24]
- 1966: Sposób na kobiety – Tolen[25]
- 1967: BS 38-15 – por. Timm[26]
- 1967: Synowie Wielkiej Niedźwiedzicy – Roach[27]
- 1968: Ostatni Mohikanin – Unkas[26]
- 1968: Noc iguany – Hank Prosner[28]
- 1968: Wątła nić – Alan Newell[28]
- 1968: Rozwód z miłości – Sandor Balogh[28]
- 1969: O jednego za wiele – Groubec[29]
- 1969: Napad stulecia – Ronald Cameron[28]
- 1969: Każdemu swoje – Arturo Manno[29]
- 1970: Życie, miłość, śmierć – inspektor Marchand[30]
- 1970: Nie smuć się – Łuka[30]
- 1970: Zwiadowca – Marfutenko[30]
- 1971: Winnetou w Dolinie Śmierci – Murdock[31]
- 1971: Pogromca zwierząt – Nat Bumpo[31]
- 1971: Gwiazda Południa – Dan Rockland[31]
- 1971: Gott mit uns – chorąży Bruno Grauber[31]
- 1971: Walka o Rzym[32]
- 1972: Trzej świadkowie – doktor Schwartz[33]
- 1972: Ktoś za drzwiami – Nieznajomy[33]
- 1972: Minuta milczenia – sierżant Bokariew[33]
- 1973, 1989: Dwunastu gniewnych ludzi (druga wersja dubbingowa) – ławnik nr 1[34]
- 1982: Teheran 43 – Max Richard[35]
- 1985: Porwanie – tajemniczy mężczyzna

#### Seriale
- 1970–1971, 1986–1987: Saga rodu Forsyte’ów – Jolyon Forsyte Jr.[30]
- 1973: Elżbieta, królowa Anglii – Leicester (odc. 3, 5)
- 1979: Pogoda dla bogaczy – Falconetti
- 1979: Ja, Klaudiusz – Tyberiusz
- 1985: Królowie przeklęci – Robert d’Artois

## Nagrody i odznaczenia
- 1967: Odznaka 1000-lecia Państwa Polskiego[36]
- 1967: Nagroda zespołowa dla realizatorów i wykonawców serialu pt. Czterej pancerni i pies
- 1980: Nagroda komitetu ds. RTV I stopnia za rolę w serialu pt. Kariera Nikodema Dyzmy
- 1981: Złoty Ekran za osiągnięcie artystyczne w dziedzinie aktorstwa telewizyjnego ze szczególnym uwzględnieniem ról w serialu pt. Kariera Nikodema Dyzmy oraz w spektaklu pt. Proces

FPFF
- 1975: Nagroda aktorska za rolę w filmie pt. Zaklęte rewiry
- 1980: Nagroda aktorska za rolę w filmie pt. Ćma

Festiwal Teatrów Telewizyjnych w Olsztynie
- 1979: Nagroda za rolę w spektaklu pt. Czarownice z Salem

Kaliskie Spotkania Teatralne
- 1979: Nagroda za rolę męską w spektaklu pt. Lot nad kukułczym gniazdem
- 1980: Główna nagroda zespołowa w przeglądzie sztuk telewizyjnych za rolę w spektaklu pt. Czarownice z Salem

Międzynarodowy Festiwal Filmowy w Moskwie
- 1981: Medal za najlepszą rolę męską oraz nagroda dziennikarzy radzieckich z APN „Nowosti” za rolę w filmie pt. Ćma

Międzynarodowy Festiwal Filmowy „Imafic '81” w Madrycie
- 1982: Nagroda za najlepszą rolę męską w filmie pt. Wojna światów – następne stulecie

Festiwal Filmów Fantastycznych Triest
- 1982: Nagroda za najlepszą rolę męską w filmie pt. Wojna światów – następne stulecie

Szczeciński Tydzień Teatralny
- 1983: Nagroda zespołowa Wydziału Kultury Uniwersytetu Warszawskiego oraz Puchar Stoczni Szczecińskiej za rolę w spektaklu pt. Dwoje na huśtawce

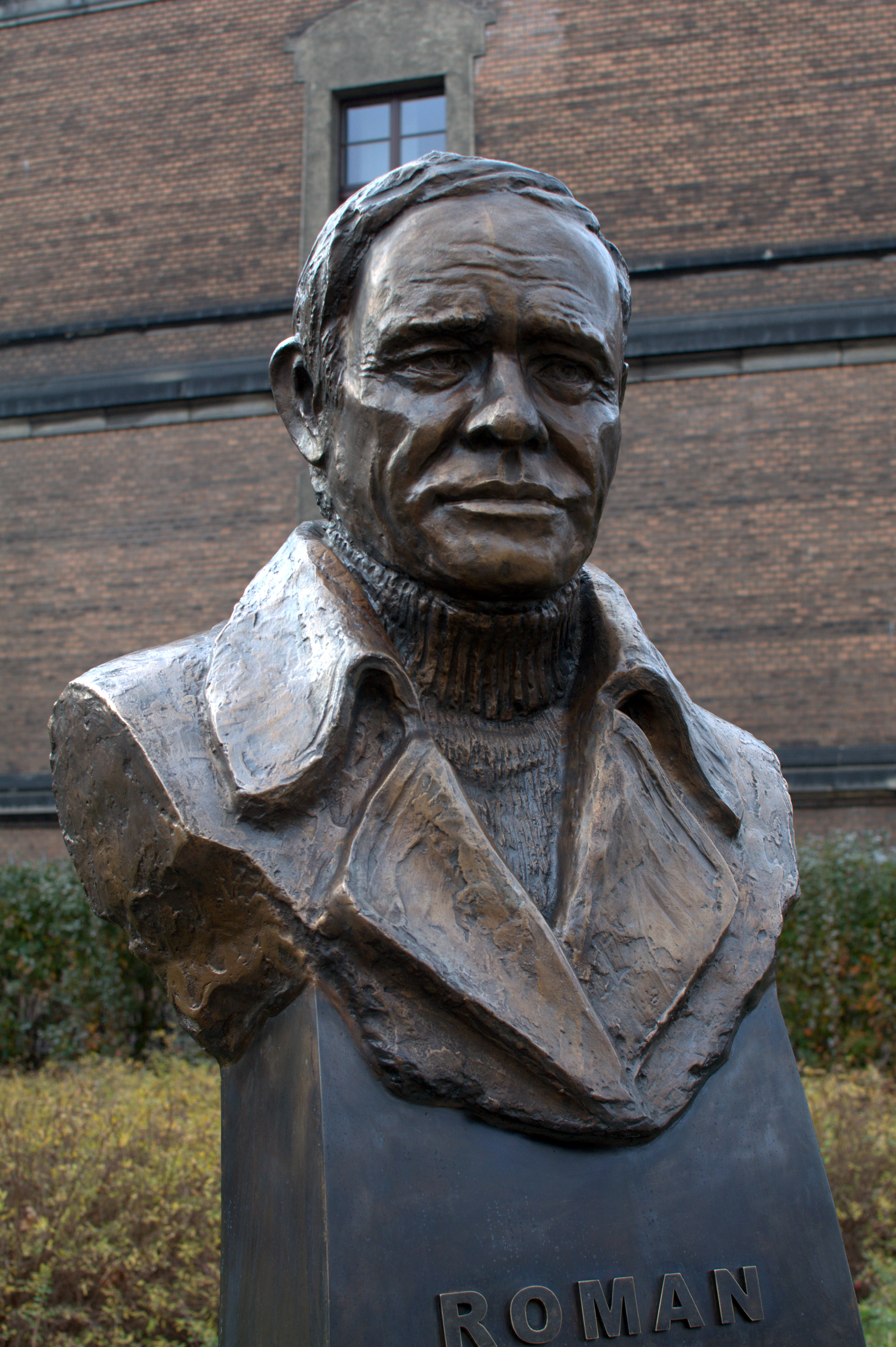
Pomnik Romana Wilhelmiego w Poznaniu

## Upamiętnienie
- Cykliczne Dni Romana Wilhelmiego w Poznaniu.
- Tablica pamiątkowa poświęcona Romanowi Wilhelmiemu na frontonie Sceny na Piętrze w Poznaniu (odsłonięta 3 listopada 2008)[37].
- Skwer Romana Wilhelmiego w Poznaniu, w obrębie Starego Miasta (uroczystość nadania imienia miała miejsce 6 czerwca 2011)[38].
- Pomnik Romana Wilhelmiego w Poznaniu (odsłonięty 3 listopada 2012).
- Tablica pamiątkowa poświęcona Romanowi Wilhelmiemu na budynku przy ul. Sikorskiego 1[39] (miejsce jego urodzenia) w Poznaniu (odsłonięta 1 grudnia 2012)[40].
- W 2021 imię Romana Wilhelmiego nadano rondu na skrzyżowaniu ulic Alternatywy i Polskie Drogi w warszawskiej dzielnicy Ursynów[41].